# Slavica Đukić Dejanović

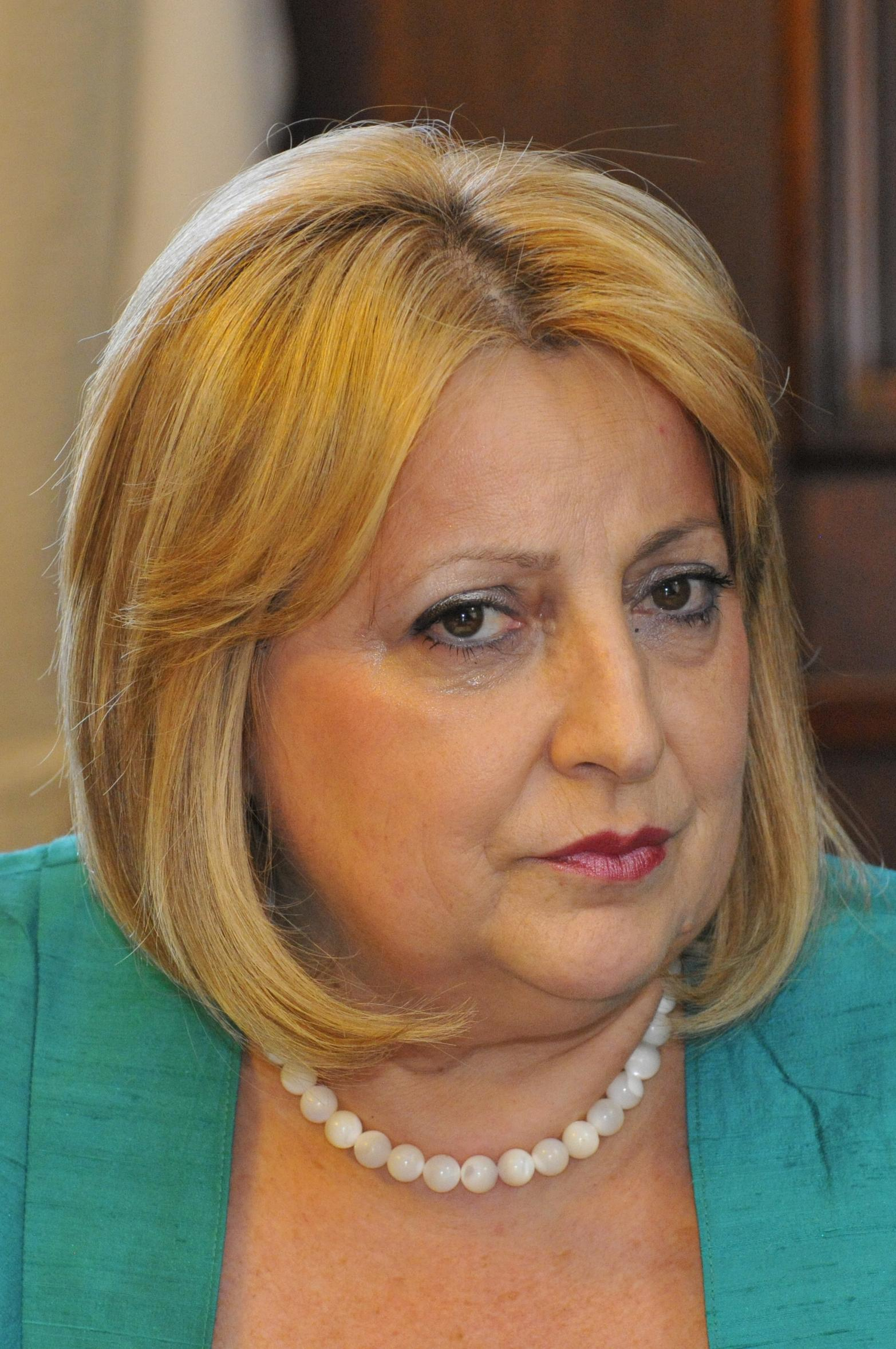
Slavica Đukić Dejanović (2010)

Slavica Đukić Dejanović (serbisch-kyrillisch Славица Ђукић Дејановић; * 4. Juli 1951 in Rača, Okrug Šumadija, FVR Jugoslawien, heute Serbien) ist eine serbische Politikerin und Psychiaterin. Sie war mehrfach als Ministerin Teil der serbischen Regierung, Präsidentin der serbischen Nationalversammlung und kommissarisches Staatsoberhaupt. Im Zuge ihrer wissenschaftlichen Laufbahn war sie unter anderem Professorin an der medizinischen Fakultät an der Universität Kragujevac.

## Leben
Slavica Đukić Dejanović wurde als Tochter eines Polizisten und UDBA-Mitarbeiters sowie einer Beamtin in der damaligen Sozialistischen Republik Serbien geboren. Nach dem Besuch der Grund- und Sekundarschule in Rača begann sie ein Medizinstudium an der Universität Belgrad, an der sie 1975 ein Diplom sowie 1982 die Magistratura am Gebiet der Medizin erwarb, sowie ebenfalls 1982 die Specijalizacija am Gebiet der Psychiatrie. 1983 schloss sie mit dem Doktorat der Medizin ab. Ab 1982 war sie anfangs als Assistentin, später als Dozentin an der medizinischen Fakultät der Universität Kragujevac tätig, 1992 wurde sie zur außerordentlichen Professorin, 1996 dann zur ordentlichen Professorin ernannt. Darüber hinaus wurde sie als Direktorin der Klinik für Psychiatrie und Prodekanin der medizinischen Hochschule in Kragujevac, Vizepräsidentin der Serbischen Psychiatrischen Gesellschaft und Mitglied des Präsidiums der Gesellschaft für Forensische Psychiatrie in Serbien bekannt. Im Verlauf ihrer Karriere in der Medizin arbeitete sie in zahlreichen wissenschaftlichen Projekten mit. Sie ist Autorin oder Co-Autorin von mehr als 200 wissenschaftlichen Arbeiten und Beiträgen und unter anderem auch Verfasserin von Lehrbüchern.
In der Politik ist Slavica Đukić Dejanović aktiv, seit sie als Achtzehnjährige Mitglied des Bundes der Kommunisten Jugoslawiens wurde. Sie war Vorsitzende des ständigen Ausschusses des Bundes und Mitglied des Gemeinderates des Bundes in Kragujevac. 1990 trat sie in die Sozialistische Partei Serbiens ein. In weiterer Folge war sie Mitglied des Hauptvorstandes der Partei und Vorsitzende des SPS-Bezirksrats von Kragujevac. 1996 wurde sie erstmals und erneut 2002 und 2006 zur stellvertretenden Vorsitzenden der SPS gewählt. In der Interimsregierung der damaligen jugoslawischen Teilrepublik Serbien unter Milomir Minić war sie von Oktober 2000 bis Jänner 2001 Familienministerin. Am 31. März 2001 war sie bei der Festnahme Slobodan Miloševićs anwesend. Nach Miloševićs Tod warf Đukić Dejanović, die als seine Vertraute galt, dem Internationalen Strafgerichtshof für das ehemalige Jugoslawien wegen der Verweigerung einer Behandlung in Russland „passiven Mord“ vor.
2008, 2012 und 2014 wurde Slavica Đukić Dejanović als Abgeordnete in die Nationalversammlung des nun unabhängigen Serbien gewählt. 2008 wurde sie, zu diesem Zeitpunkt Vizevorsitzende ihrer Partei, von der Nationalversammlung als erste Frau des unabhängigen Serbiens (sowie als insgesamt zweite Frau nach Nataša Mićić 2001) zur Parlamentspräsidentin gewählt. Nachdem der serbische Präsident Boris Tadić im April 2012 von seinem Amt zurückgetreten war, um eine vorgezogene Neuwahl zeitgleich mit der Wahl zur Nationalversammlung zu ermöglichen, übernahm Đukić Dejanović verfassungsgemäß als Parlamentspräsidentin bis 31. Mai 2012 kommissarisch die Amtsgeschäfte als serbisches Staatsoberhaupt. Sie war damit die erste Frau an der Staatsspitze des unabhängigen Serbien. Nach den Wahlen war sie knapp zwei Jahre als Gesundheitsministerin in der Regierung Dačić tätig, zwischen 2014 und 2016 leitete sie als Direktorin die Belgrader psychiatrische Klinik Dr Laza Lazarević. Vom 11. August 2016 bis 28. Oktober 2020 war sie als Ministerin ohne Portefeuille Zuständige für Gewaltprävention und Schutz der Kinder und Behinderten in den Regierungen Vučić II und Brnabić I. Im Dezember 2020 wurde sie Beraterin der Premierministerin Ana Brnabić. Seit 25. Juli 2023 fungiert sie, zuerst im Kabinett Brnabić III, danach im Kabinett Vučević, als serbische Bildungsministerin.
Slavica Đukić Dejanović ist in zweiter Ehe verheiratet und Mutter eines Sohnes aus erster Ehe.